# Ак-Сай (Джалал-Абадская область)
Ак-Сай (кирг. Ак-Сай) — село в Аксыйском районе Джалал-Абадской области Кыргызстана. Входит в состав Ак-Сууского айылного аймака.

## География
Село расположено в южной части области, на берегах реки Ак-Суу (правый приток реки Кара-Суу), на расстоянии приблизительно 23 километров (по прямой) к востоку от города Кербен, административного центра района.

## Население
Согласно оценочным данным Национального статистического комитета Кыргызской Республики, численность населения села на начало 2023 года составляла 2029 человек.
| год     | 2009 | 2014 | 2015 | 2020 | 2021 | 2023 |
| ------- | ---- | ---- | ---- | ---- | ---- | ---- |
| человек | 1314 | 1836 | 1735 | 2068 | 2051 | 2029 |